# Зузуа, Паком
Пеодо Паком Зузуа (англ. Peodoh Pacôme Zouzoua; род. 30 апреля 1997, Абиджан) — ивуарийский футболист, нападающий клуба «Янг Африканс» и сборной Кот-д’Ивуара.

## Клубная карьера
Начал карьеру в 2015 году в составе клуба «Вильямсвилл». В 2016 году перешёл в стан чешской «Спарты», где играл за молодёжную команду. После этого вернулся на родину, присоединившись к «Ганьоа». В 2019 году ивуариец вновь пытается закрепиться в Европе, став игроком латвийского «Даугавпилса».
За латвийскую команду Зузуа не провёл ни одной игры и в сезоне 2019/20 перешёл в ивуарийский клуб «Африка Спорт».
С 2021 по 2023 год защищал цвета «АСЕК Мимозас», вместе с которым дважды побеждал в чемпионате Кот-д’Ивуара. Провёл 20 матчей в афрокубках (Лига чемпионов и Кубок конфедерации). По итогам сезона 2022/23 был признан лучшим игроком чемпионата Кот-д’Ивуара, получив в подарок автомобиль.
В июле 2023 года заключил двухлетний контракт с танзанийским «Янг Африканс». По ходу сезона 2023/24 забил четыре гола в Лиге чемпионов КАФ, став лучшим бомбардиром команды в турнире.

## Карьера в сборной
За национальную сборную Кот-д’Ивуара дебютировал 14 января 2018 года в матче против Намибии (0:1). Участвовал в чемпионатах африканских наций 2018 и 2022 года. Всего за сборную провёл 4 матча и забил 1 гол (в ворота Уганды).